# Erik den Yngre
Erik den Yngre var en brodersøn af Erik Barn, den yngste søn, af Halvdans sønner, dræber sin ældste bror og jager de andre brødre i eksil. 